# Stanisław Olszewski (geolog)
Stanisław Zygmunt Olszewski (ur. 8 czerwca 1852 w Nowym Sączu, zm. 9 stycznia 1939 w Milanówku) – polski geolog, urzędnik.

## Życiorys
Syn Wilhelma i Marii z domu Kuszczykiewicz. Był geologiem, górnikiem, działaczem naftowym. Uzyskał tytuł naukowy doktora filozofii.
W Jaśle współtworzył: 1893 Towarzystwo Techników Naftowych, a w 1895 Towarzystwo Magazynowania Ropy i Produktów Naftowych (wraz z nim August Gorayski i Wacław Pieniążek).
Po odzyskaniu przez Polskę niepodległości w okresie II Rzeczypospolitej był radcą w Ministerstwie Przemysłu i Handlu. Przed 1937 przeszedł na emeryturę.
Pochowany na cmentarzu w Grodzisku Mazowieckim.

## Ordery i odznaczenia
- Krzyż Oficerski Orderu Odrodzenia Polski (11 listopada 1937)[3]
- Złoty Krzyż Zasługi (23 września 1926)[4]
- Order Korony Żelaznej III klasy (Austro-Węgry, 1893)[5]